# Герб Старої Гути (Старовижівський район)
Герб Старої Гути — офіційний символ с. Стара Гута Старовижівського району, затверджений рішенням сесії Старогутівської сільської ради.

## Опис
На червоному щиті в золотій кам'яній арці срібне відро; все супроводжується внизу золотими гілками дуба з жолудями та сосни з шишками, покладеними в косий хрест, в главі справа срібним розширеним хрестом. Щит вписаний в золотий декоративний картуш і увінчаний золотою сільською короною.